# Alessia Cara
Alessia Caracciolo (Ontário, 11 de julho de 1996), mais conhecida como Alessia Cara, é uma cantora e compositora canadense. Depois de produzir covers artísticos ela lançou seu primeiro EP, Four Pink Walls em 2014 e no ano seguinte fez o lançamento de seu primeiro single "Here" alcançou a posição 19 na parada Hot 100 canadense e se tornou um  hit nos Estados Unidos, alcançando a posição 5 na Billboard Hot 100 dos Estados Unidos. 
O album de estréia de Alessia, Know-It-All lançado em 2015, alcançou a oitava posição nas paradas dos Albuns Canadenes e nona posição na Billboard 200 nos Estados Unidos. O terceiro single do album, "Scars to Your Beautiful", alcançou a 8° posição dentro da Billboard Hot 100 em 2016. No ano de 2017, Alessia participou de canções com o DJ e produtor Zedd criando a canção "Stay" e com o rapper Logic na canção "1-800-273-8255". Cara já foi nomeada em quatro categorias do Grammy Award, vencendo na categoria de artista revelação na cerimônia realizada no ano de 2018.  A cantora foi indicada nas categorias Canção do Ano, Gravação do Ano e na edição de 2019 do Grammy Latino por sua participação na canção "Querer Mejor" com o cantor Juanes. Seu segundo album de estúdio The Pains of Growing de 2018, teve um desempenho comercial de sucesso incluindo os singles  "Growing Pains" e "Trust My Lonely".

## Vida e Carreira

### 1996-2013: Vida Inicial e família
Alessia nasceu em Brampton, uma cidade nos arredores de Toronto. A mãe de Alessia é italiana de Reggio Calabria e emigrou para o Canadá, enquanto o pai de Alessia nasceu no Canadá, de pais italianos, também da Calábria. Além do inglês, Alessia fala italiano e o dialeto calabrês que aprendeu com os pais. 
Frequentou a Cardinal Ambrozic Catholic Secondary School. Quando era criança, escrevia poesias e fazia teatro. Aos dez anos começou a tocar violão e aprendeu sozinha a tocar várias músicas. Aos treze anos, começou seu próprio canal no YouTube, onde publicava covers em versões acústicas incluindo o programa 15 Seconds of Fame, da Mix 104.1 de Boston.

### 2014–2017: Início da Carreira e a era Know-It-All
Em 2014 Alessia foi até os Estados Unidos para assinar um contrato de gravação de um EP. Em abril de 2015, Alessia lançou seu single de estréia pela gravadora Def Jam, chamado Here, o single foi descrito pela MTV como "uma canção para todos aqueles que secretamente odeiam festas". A canção foi lançada pela The FADER e acumulou mais de 500 mil reproduções em sua primeira semana, produzida por Pop & Oak e Sebastian Jole, a canção fala sobre uma experiência pessoal sobre ir a uma festa e se sentir extremamente desconfortável.No dia 5 de maio de 2015, a canção foi escolhida como uma faixa imperdível pela revista Spin. Também foi listada como uma "música que todos deveriam ouvir" pela Cosmopolitan. A canção também foi nomeada uma das melhores canções canadenses de abril de 2015 pelo Complex e foi incluída na lista das "20 canções que você precisa colocar em sua playlist do verão", da Billboard, em junho de 2015. O estilo de cantar de Cara tem sido referido como um suave blue-eyed soul, de voz sedosa, e também tem sido comparada a artistas como Farrah Franklin, Adina Howard, e Norah Jones. Em 29 de julho de 2015, Cara fez sua estreia na televisão cantando seu single "Here" no programa The Tonight Show Starring Jimmy Fallon que proporcionou a Alessia uma indicação ao Streamy Awards na categoria Canção Original.
Cara lançou um EP chamado Four Pink Walls com cinco músicas, incluindo seu single de estreia, "Here", em 28 de agosto de 2015. Seu álbum de estreia, Know-It-All, foi lançado em 13 de novembro de 2015.
De Janeiro a Abril de 2016, Alessia embarcou em sua primeira turnê "Know-It-All Tour," apresentando-se em diversas cidades americanas e canadenses. A cantora entrou para a lista de indicados à premiação Sound Of... do canal BBC Music finalizando como finalista e por fim ficando em segundo lugar. Alessia venceu o prêmio de Artista do ano de 2016 pelo Juno Award. No dia 7 de março de 2016 Alessia lançou o video para a canção "Wild Things."

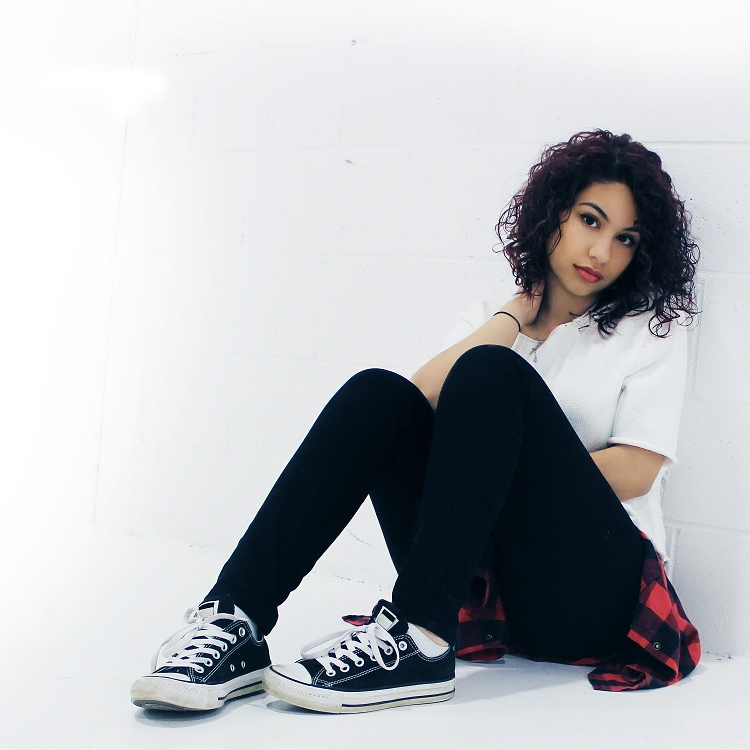
Foto promocional de Alessia em 2015.

Em abril de 2016, Alessia anunciou que seria uma das atrações da turnê A Head Full of Dreams da banda Coldplay que ocorreria na Europa e America do Norte junto com a cantora e compositora britânica vencedora do Grammy, Foxes. No dia 23 de junho de 2016, Alessia fez uma participação no relançamento da canção Wild do cantor Troye Sivan. O video da canção foi lançado no dia 22 de julho de 2016. Ela se apresentou no Festival de Glastonbury no dia 24 de junho de 2016 no palco John Peel. O video da canção How Far I'll Go, do filme da Disney, Moana, foi lançado no dia 3 de Novembro de 2016, desde então recebeu mais de 230 milhões de visualizações no YouTube. A canção foi escrita por Lin-Manuel Miranda, produzida por Oak Felder, e o video foi dirigido pela Aya Tanimura. No dia 15 de dezembro de 2016, Alessia lançou um video para a canção "Seventeen."
Alessia foi convidada para se apresentar no programa Saturday Night Live no dia 4 de Fevereiro de 2017. Em 18 de abril, o video da canção Stay foi lançado. A cantora também realizou uma parceria na canção "1-800-273-8255" do rapper Logic em seu album Everybody. A canção foi lançada como single no dia 28 de abril de 2017 contendo também participação do cantor americano Khalid. Alessia faz uma aparição no video da canção lançado posteriormente no mesmo ano, Em julho de 2017, "Scars to Your Beautiful" foi nomeado para Vídeo do Ano no MTV Video Music Awards 2017. O vídeo também foi nomeado para melhor vídeo de Luta Contra o Sistema, categoria em que venceu, e Melhor Direção. Além disso, o vídeo da colaboração de Cara com Zedd, Stay, foi nomeado para Melhor Vídeo Dance, acabando por vencer esse prêmio.

### 2018 - presente: The Pains of Growing e This Summer
No dia 28 de janeiro de 2018, Alessia foi indicada ao Grammy Award na categoria Artista Revelação, sendo a primeira artista canadense a vencer este prêmio. No dia primeiro de junho de 2018 Alessia lançou um trecho de um vídeo enigmático em tweets. No dia 9 de junho a cantora postou a letra de uma canção nova em diferentes redes sociais para que os fãs pudessem juntar as peças. Após completar a letra, Alessia anunciou a capa e o nome do single no dia 11 de junho. O single, chamado "Growing Pains", foi lançado no dia 15 de junho de 2018 e o video da canção, lançado no dia 20 de junho do mesmo ano sendo indicado por melhor cinematografia na edição do MTV Video Music Awards de 2018.
Em 2018 Alessia foi uma das artistas escolhidas para participar do álbum de tributo a Elton John e Bernie Taupin, Revamp, cantando a canção I Guess That's Why They Call It the Blues.
No dia 10 de julho de 2018, Alessia anunciou que estaria lançando no dia seguinte uma canção que gravou no porão de sua casa, escrita e produzida por ela como um presente por seu aniversário. A canção chamada "A Little More" foi lançada junto com um vídeo no mesmo dia. No dia 29 de setembro, a liga de futebol canadense anunciou que Alessia realizaria a performance de intervalo da Grey Cup em sua 106° edição. Em outubro, Alessia realizou uma parceria com o cantor italiano  Eros Ramazzotti para a canção "Vale per sempre", incluída no álbum Vita ce n'è. No dia 5 do mesmo mês, Alessia lançou outra canção, chamada "Trust My Lonely". A cantora lançou também um vídeo no mesmo dia. No dia 8 de novembro de 2018 o rapper Kyle lançou uma canção em parceria com Alessia, chamada "Babies". Em 13 de novembro, Alessia lançou mais uma canção do álbum The Pains of Growing  chamada "Not Today." A data do lançamento da canção coincidiu com o terceiro aniversário de lançamento de seu primeiro album. O segundo álbum de estúdio de Alessia, The Pains of Growing, foi lançado no dia 30 de novembro de 2018, alcançando a primeira posição da Lista Pop do ITunes em menos de duas horas após seu lançamento. O Álbum estreou na 71° posição na Billboard Hot 200; 62 posições abaixo da estréia de seu álbum de estréia em 2015. "Out of Love" eventualmente se tornou um hit nas rádios virando o terceiro single do álbum. No dia 21 de fevereiro, Alessia anunciou que estaria acompanhando Shawn Mendes na abertura dos shows da Shawn Mendes: The Tour pela Europa, Reino Unido e Estados Unidos. Em maio do mesmo ano Alessia deu início a  "The Pains of Growing Tour," passando por cidades do Canadá.
Em julho de 2019 Alessia anunciou o lançamento de um novo EP, This Summer, prometendo lançar as canções a cada duas semanas até o lançamento em 6 de setembro de 2019. A cantora também anunciou que estaria estendendo a "The Pains of Growing Tour," visitando diversas cidades dos Estados Unidos em Outubro e Novembro. O primeiro single do EP, "Ready", foi lançado no dia 22 de julho. . O segundo single, "Rooting for You",  foi lançado no dia 9 de agosto seguido por  "Okay Okay", no dia 23 do mesmo mês. O quarto single "October", foi lançado no dia 3 de setembro, um video para o quarto single foi lançado no mesmo mês.
No dia primeiro de novembro, Alessia fez uma participação na música "Another Place" da banda britânica Bastille. 

## Discografia

### Álbuns
| Título | Melhor posição nas tabelas musicais | Melhor posição nas tabelas musicais | Melhor posição nas tabelas musicais | Melhor posição nas tabelas musicais | Melhor posição nas tabelas musicais | Melhor posição nas tabelas musicais | Melhor posição nas tabelas musicais | Melhor posição nas tabelas musicais | Melhor posição nas tabelas musicais | Melhor posição nas tabelas musicais | Vendas                    | Certificações                              |
| Título | CAN                                 | AUS                                 | DEN                                 | GER                                 | IRE                                 | NL                                  | NZ                                  | SWE                                 | UK                                  | US                                  | Vendas                    | Certificações                              |
| --- | ----------------------------------- | ----------------------------------- | ----------------------------------- | ----------------------------------- | ----------------------------------- | ----------------------------------- | ----------------------------------- | ----------------------------------- | ----------------------------------- | ----------------------------------- | ------------------------- | ------------------------------------------ |
| Know-It-All - Lançamento: 13 de novembro de 2015 - Gravadora: Def Jam - Formatos: CD, Download digital                  | 8                                   | 16                                  | 19                                  | 99                                  | 52                                  | 34                                  | 26                                  | 21                                  | 14                                  | 9                                   | - : 1 000 000 - : 100 000 | - : Platina - : Platina - : Ouro - : Prata |
| The Pains of Growing - Lançamento: 30 de novembro de 2018 - Gravadora: Def Jam - Formatos: CD, Download digital         | 21                                  | 76                                  | —                                   | —                                   | —                                   | 78                                  | —                                   | —                                   | —                                   | 71                                  | - : 13 000                |                                            |
| In The Meantime - Lançamento: 24 de setembro de 2021 - Gravadora: Def Jam - Formatos: CD, Download digital              | —                                   | —                                   | —                                   | —                                   | —                                   | —                                   | —                                   | —                                   | —                                   | —                                   |                           |                                            |
| Love & Hyperbole - Lançamento: 24 de fevereiro de 2025 - Gravadora: Def Jam - Formatos: Streaming, CD, Download digital | —                                   | —                                   | —                                   | —                                   | —                                   | —                                   | —                                   | —                                   | —                                   | —                                   |                           |                                            |
| "—" indica uma obra que não entrou na tabela musical ou não foi lançada no território.                                  |                                     |                                     |                                     |                                     |                                     |                                     |                                     |                                     |                                     |                                     |                           |                                            |

### Extended plays
| Título | Melhor posição | Melhor posição | Melhor posição |
| Título | CAN            | NZ             | US             |
| --- | -------------- | -------------- | -------------- |
| Four Pink Walls - Lançamento: 28 de agosto de 2015 - Gravadora: Def Jam - Formatos: Download digital                | 11             | 21             | 31             |
| This Summer - Lançamento: 06 de Setembro de 2019 - Gravadora: Def Jam - Formatos: Download digital                  | 52             |                |                |
| This Summer: Live Off The Floor - Lançamento: 17 de Julho de 2020 - Gravadora: Def Jam - Formatos: Download digital |                |                |                |

### Singles

#### Como artista principal
| Ano  | Obra                                  | Melhores posições atingidas | Melhores posições atingidas | Melhores posições atingidas | Melhores posições atingidas | Melhores posições atingidas | Melhores posições atingidas | Melhores posições atingidas | Melhores posições atingidas | Melhores posições atingidas | Melhores posições atingidas | Melhores posições atingidas | Certificações                                                                                         | Álbum        |
| Ano  | Obra                                  | CAN                         | AUS                         | DEN                         | GER                         | IRE                         | NL                          | NZ                          | SWE                         | POR                         | UK                          | US                          | Certificações                                                                                         | Álbum        |
| ---- | ------------------------------------- | --------------------------- | --------------------------- | --------------------------- | --------------------------- | --------------------------- | --------------------------- | --------------------------- | --------------------------- | --------------------------- | --------------------------- | --------------------------- | --- | ------------ |
| 2015 | Here                                  | 19                          | 12                          | 58                          | 59                          | 71                          | 26                          | 15                          | 62                          | 38                          | 28                          | 5                           | - : 3× Platina - : Platina - : Prata - : Platina - : Ouro - : 3× Platina - : Platina                  | Know-It-All  |
| 2016 | Wild Things                           | 14                          | 25                          | —                           | 76                          | 66                          | 58                          | 12                          | 61                          | 44                          | 63                          | 50                          | - : 3× Platina - : Platina - : Prata - : Platina - : Platina - : Platina                              | Know-It-All  |
| 2016 | "Scars to Your Beautiful"             | 14                          | 8                           | 37                          | 19                          | 35                          | 30                          | 15                          | 10                          | 18                          | 55                          | 8                           | - : Platina - : 2× Platina - : Prata - : Ouro - : 3× Platina - : Ouro - : 2× Platina - : Ouro         | Know-It-All  |
| 2016 | "How Far I'll Go"                     | 46                          | 15                          | 29                          | 53                          | 26                          | 26                          | 3                           | 7                           | 40                          | 49                          | 59                          | - : Ouro - : Prata - : 3× Platina - : Ouro - : Platina - : Platina                                    | Moana        |
| 2017 | "Stay" (com Zedd)                     | 9                           | 3                           | 12                          | 13                          | 8                           | 11                          | 9                           | 9                           | 8                           | 8                           | 7                           | - : 4× Platina - : 3× Platina - : Platina - : Ouro - : 2× Platina - : Ouro - : 2× Platina - : Platina | por anunciar |
| 2017 | "1-800-273-8255" (com Logic & Khalid) | 6                           | 5                           | 2                           | 45                          | 9                           | 23                          | 6                           | 4                           | 6                           | 9                           | 3                           | | Everybody    |

- a^ Embora não tenha entrado na Billboard Hot 100, "Wild Things" atingiu o número 33 na Pop Digital Songs, extensão da tabela supracitada.[64]

### Filmografia
Os Irmãos Willoughbys - 2020

## Prêmios e indicações
| Ano  | Premiação                 | Categoria                       | Trabalho                  | Resultado     | Ref.   |
| ---- | ------------------------- | ------------------------------- | ------------------------- | ------------- | ------ |
| 2015 | Streamy Awards            | Original Song                   | Here                      | Venceu        | [ 65 ] |
| 2016 | BBC Sound of              | Sound of 2016                   | —                         | Segundo lugar | [ 66 ] |
| 2016 | Kids' Choice Awards       | Favorite New Artist             | ela mesma                 | Indicado      |        |
| 2016 | Juno Awards               | Breakthrough Artist of the Year | ela mesma                 | Venceu        | [ 67 ] |
| 2016 | Juno Awards               | Fan Choice Award                | ela mesma                 | Indicado      | [ 67 ] |
| 2016 | Juno Awards               | Single of the Year              | Here                      | Venceu        | [ 67 ] |
| 2016 | Juno Awards               | R&B/Soul Recording of the Year  | "Four Pink Walls"         | Indicado      | [ 67 ] |
| 2016 | Radio Disney Music Awards | Favorite New Artist             | ela mesma                 | Indicado      |        |
| 2017 | MTV Video Music Awards    | Clipe do Ano                    | "Scars To Your Beautiful" | Indicado      |        |
| 2017 | MTV Video Music Awards    | Melhor Luta Contra o Sistema    | "Scars To Your Beautiful" | Venceu        |        |
| 2017 | MTV Video Music Awards    | Melhor Direção                  | "Scars To Your Beautiful" | Indicado      |        |
| 2017 | MTV Video Music Awards    | Melhor Clipe Dance              | "Stay" (com Zedd)         | Venceu        |        |
| 2017 | Grammy Awards 2018        | "Artista Revelação "            |                           | Venceu        |        |